# William W. Howells
William White Howells (27 de noviembre de 1908 - 20 de diciembre de 2005) fue profesor de antropología en la Universidad de Harvard.
Howells, nieto del novelista William Dean Howells, nació en la ciudad de Nueva York, hijo de John Mead Howells, el arquitecto de la Torre Chicago Tribune, y Abby MacDougall White.  Se graduó con un SB en 1930 y obtuvo un doctorado en Harvard en 1934 y trabajó para el Museo Americano de Historia Natural.  Dio conferencias en la Universidad de Wisconsin-Madison de 1937 a 1954, sirviendo como teniente en la Oficina de Inteligencia Naval durante la Segunda Guerra Mundial.  Enseñó en Harvard desde 1954 hasta su jubilación en 1974.
Fue presidente de la Asociación Antropológica Estadounidense en 1951.  En 1998, con su esposa Muriel Seabury, Howells asumió la dirección del Museo Peabody de Arqueología y Etnología de Harvard. 

## Honores
Fue miembro de la Academia Nacional de Ciencias y ganó muchos premios notables. Recibió la Medalla del Fondo Vikingo en 1954; el Premio al Servicio Distinguido de la Asociación Antropológica Estadounidense en 1978 y fue honrado nuevamente por esa asociación en 1993 con el establecimiento del Premio del Libro William W. Howells. En 1992 ganó el premio Charles Darwin Lifetime Achievement Award de la Asociación Estadounidense de Antropólogos Físicos.   

## Trabajos seleccionados

### Libros
- Howells, William W. (1944). Mankind So Far. Garden City, New York: Doubleday & Co.
- Howells, William W. (1948). The Heathens; Primitive Man and his Religions. Garden City, New York: Doubleday & Co.
- Howells, William W. (1954). Back of History: The Story of our own origins. Garden City, New York: Doubleday & Co.
- Howells, William W. (1959). Mankind in the Making: The Story of Human Evolution. Garden City, New York: Doubleday & Co.
- Howells, William W. (1962). Ideas on Human Evolution: Selected Essays, 1949–1961. Cambridge, MA: Harvard University Press.
- Howells, William W. (1973). Evolution of the Genus Homo. Reading, MA: Addison-Wesley.
- Howells, William W. (1973). The Pacific Islanders. New York: Scribners.
- Howells, William W. (1992). Getting Here: The Story of Human Evolution. Washington, D.C.: The Compass Press.

### Monografías
- Howells, William W. (1973). Cranial Variation in Man: A Study by Multivariate Analysis of Patterns of Difference Among Recent Human Populations.
- Howells, William W. (1989). Skull Shapes and the Map: Craniometric Analyses in the Dispersion of Modern Homo.
- Howells, William W. (1995). Who's Who in Skulls: Ethnic Identification of Crania from Measurements.